# Limnocharis (Alismataceae)
Genre
Limnocharis est un genre de plantes herbacées de la famille des Alismataceae.

## Liste d'espèces
Selon World Checklist of Selected Plant Families (WCSP) (25 févr. 2012) :
- Limnocharis flava (L.) Buchenau (1868)
- Limnocharis laforestii Duchass. ex Griseb. (1858)

Selon NCBI (25 févr. 2012) et ITIS (25 févr. 2012) :
- Limnocharis flava (L.) Buchenau